# Joachim Schultz
Franz Joachim Schultz (* 12. April 1949 in Idar-Oberstein) ist ein deutscher Romanist, Schriftsteller, Übersetzer, Herausgeber, Kleinverleger und Kulturschaffender.

## Leben
Schultz wuchs in Mainz auf. Nach dem  Zivildienst studierte er Romanistik, Germanistik und Philosophie an der Johannes Gutenberg-Universität Mainz und in Paris. Er war von 1974 bis 1978 Mitarbeiter im Mainzer Theater Unterhaus. Von 1979 bis 1981 arbeitete er als Lektor für deutsche Sprache an der Universität Paris-Nanterre. Von 1981 bis 1983 war er Wissenschaftlicher Mitarbeiter an der Universität Bayreuth. Von 1983 bis 1985 war er Lektor für deutsche Sprache am Institut für deutsche Sprache der Universität Fribourg und von 1985 bis 1990 Akademischer Rat am Lehrstuhl für Romanische Literaturwissenschaft und Komparatistik der Universität Bayreuth. Zusammen mit dem Verleger Rolf A. Burkart initiierte er die deutsche Saint-Pol-Roux-Ausgabe, von der acht Bände erschienen.
Von 1990 bis 2012 leitete er den Studiengang „Literaturwissenschaft: berufsbezogen“ an der Universität Bayreuth. Öffentlich trat er 2012 mit einer scharfen Kritik am Bologna-Prozess in Erscheinung, der europaweiten Harmonisierung von Studiengängen und -abschlüssen. Unter anderem begründete er damit seinen vorzeitigen Eintritt in den Ruhestand.
Seit Mai 1986 ist Schultz Leiter des von ihm gegründeten Kleinen Plakatmuseums in Bayreuth.  1989 gründete er zusammen mit der Grafikerin Hermien Stellmacher die Edition Schultz & Stellmacher. Beachtung fanden die von ihnen handgedruckten Leporello-Bücher mit Texten von Jean Paul, Heinrich Heine und Max Stirner. In der Edition erschienen bis heute zahlreiche Bayreuthiana, beispielsweise zu und von Oskar Panizza und Richard Wagner. Von 1986 bis 2003 war Schultz freier Mitarbeiter der Nürnberger Zeitung und der Basler Zeitung. Zum 25-jährigen Jubiläum des Plakatmuseums zeigte Schultz die erste Warhol-Ausstellung in Bayreuth, Andy was here. Auf Einladung des Goethe-Instituts zeigte er Plakatausstellungen in Dakar, Lomé und Kinshasa.
Seit 2000 erschien die von ihm herausgegebene Zeitschrift HAGEL. Hefte für Angewandte Literaturwissenschaft. 2014 wurde sie eingestellt.
Schultz lebt als freier Autor und Übersetzer mit seiner Frau in einem Dorf in der Fränkischen Schweiz. Das Plakatmuseum ist seit Januar 2013 Teil des Bayreuther Kunstmuseums. In den alten Räumen betreibt Schultz das „Andere Museum“ mit Ausstellungen zur Literatur und Kunst. Seit Januar 2015 schreibt er für das Online-Literaturmagazin Alliteratus. Anfang November 2023 endete diese Zusammenarbeit. Im Sommer 2019 zeigte Schultz im „Anderen Museum“ die zweisprachige und kritische Ausstellung Napoleon. Eine Annäherung zum 250. Geburtstag des in Frankreich immer noch verehrten Kaisers. Wegen der Pandemie wurde dieses Museum geschlossen.

## Auszeichnungen
- „Best Culinary History Book in German“ (Gourmand World Cookbook awards) als Herausgeber für: Alexandre Dumas der Ältere: Aus dem Wörterbuch der Kochkünste. (2002)[4]
- Paderborner Hase (Kinderbuchpreis zusammen mit Hermien Stellmacher, 2004).
- Kulturpreis der Stadt Bayreuth (2011)

## Publikationen
Seine Publikationen wurden unter Joachim und Franz Joachim Schultz sowie unter dem Pseudonym Rupprecht S. Ramsenthaler veröffentlicht.
- Das Insel-Buch der Faulheit, mit Gerhard Köpf [1983. Anthologie]
- Tourismus – Exotismus. Tagebuch einer Wanderung auf La Réunion (1985)
- Alles Ist Sonett [Rupprecht S. Ramsenthaler] (1986)
- Ramsenthaler. Der Melankomiker aus Oberfranken (1988)
- Joachim Vrantzen: Mord in Bayreuth (1987)
- TraumHaft (Gedichte. 1988)
- Ramsenthalers Schmausebuch für Einsiedler. Verlag Burkart, R (1989), ISBN 978-3-923931-62-0
- Von Schlössern, Burgen & Ruinen [Anthologie]
- Herr S. oder der Mann wie er ist. Mit Illustrationen von Hermien Stellmacher. Ars Vivendi  (1991), ISBN 978-3-927482-15-9
- Ein Rot, ein Grün, ein Grau vorbeigesendet (1994. Anthologie mit dt. Farbgedichten)
- Wild, irre und rein. Wörterbuch zum Primitivismus der literarischen Avantgarden in Deutschland und Frankreich zwischen 1900 und 1940. (1995)
- Das ist die Poesie. Plakate in der Literatur. (1996)
- Essen und Trinken mit Goethe (1998)
- Goethe in guter Gesellschaft (Ausstellungskatalog 1999)
- Jean Paul und seine Zeit (Ausstellungskatalog 2000)
- Die Geburt der Avantgarde aus dem Geist der Music-Hall und andere Essays (2000)
- Die schönsten Schlösser und Burgen Deutschlands (2001)
- Von Baudelaire bis Houellebecq. Französische Literatur in deutscher Übersetzung (2001).
- Vom Glück des Genießens. arsEdition (2009), ISBN 978-3-7607-4161-1
- Walhall-Schwindel. Richard Wagner und die Literaten. HAGEL – Hefte für Angewandte Literaturwissenschaft Nr. 17/18, Frühjahr 2010 ISSN 1619-3199
- Wagner kommt auch drin vor. Der Rote Ramsenthaler Reader (Blog, 2011)
- In Paris und anderswo oder Die Polizei bittet um Ihre Hilfe. Aufgefundene Aufzeichnungen. E-Book im Eigenverlag (2013)
- Oskar Panizza. Psychiater, Dichter, Psychopath. E-Book im Eigenverlag (2013)
- Ein Blick auf das Jahr 1914. Ausstellungskatalog (2014)
- „Francis Jammes wird gelesen und bewundert“. Beiträge zu Francis Jammes-Rezeption (2015)
- Über Wagner gibt es immer was zu sagen (mit Frank Piontek. 2015)
- Wie wir Katzen die Welt sehen: Ein Ratgeber für meine liebsten Zweibeiner (mit Hermien Stellmacher). Insel Verlag (2017), ISBN 978-3-458-36305-7
- Napoleon. Literarische Dokumente (3 Hefte, in der Reihe „Weiße Hefte“. Bayreuth 2019)

Übersetzungen
- Herbert Lottman: Flaubert. Eine Biografie.
- Jean-Marie Adiaffi: Die Geschichte vom kleinen Elefanten.
- Eugène Delacroix: Jugendtagebuch.
- George Sand: Pauline.
- Marceline Desbordes-Valmore: Domenica.
- Charles-Augustin Sainte-Beuve: Die Markgräfin von Bayreuth.
- Alexandre Dumas: Der Vicomte de Bragelonne. (Teil 1)
- Alexandre Dumas: Aus dem Wörterbuch der Kochkunst. (Auswahl) Eine Neuausgabe erschien im Juni 2020 unter dem Titel „Kleines Wörterbuch der Kochkünste“, ISBN 978-3-95757-614-9
- Saint-Pol-Roux: Lebendiges Kino. (und andere Werke)